# Тырновская надпись Ивана Асеня II
Тырновская надпись Ивана Асеня II (болг. Търновски надпис на цар Иван Асен II) — кириллическая надпись на одной из колонн в церкви Сорока мучеников в древнеболгарской столице Велико-Тырново, выполненная по приказу царя Ивана Асеня II после победы в битве при Клокотнице в 1230 году.
Надпись была обнаружена болгарским общественным деятелем Христо Даскаловым в 1858 году. Является древнейшим памятником болгарской письменности, в котором систематически проставлены просодические знаки.
В(Ъ) ЛѢТО Ϛ•Ѱ•Л•И [6738; 1230 г.] ІНД(ИКТА) •Г• [3] АЗЪ ІѠ(АННЪ) АСѢНЬ ВЪ Х҃(РИСТА) Б҃(ОГ)А ВѢРНЫ ЦР҃Ь И САМОДРЪЖЕЦЪ БЛЪГАРОМЪ С(ЪІ)НЪ СТАРОГО АСѢНѢ ЦР҃Ѣ СЪЗДАХЪ ѠТЪ ЗАЧѦЛА И ПИСАНИЕМ(Ъ) ѸКРАСІХ(Ъ) ДО КОНЦА ПРѢЧ(Ь)СТНѪѪ СІѪ ЦРЬКѠВЬ ВЪ ИМѦ С(ВѦ)ТЪІХЪ •M• [40] М(Ѫ)Ч(Ь)Н(И)КЪ ИХЖЕ ПОМОЩИѪ ВЪ •И•В• [12] ЛѢТО Ц(А)Р(Ь)СТВА МОЕГО В(Ъ) ѤЖЕ ЛѢТО ПИСААШЕ СѦ ХРАМЪ СЪ ИЗЛѢЗОХ(Ъ) НА БРАНЬ ВЪ РѠМАНИѪ И РАЗБИХ(Ъ) ВОЇСКѪ ГРЪЦКѪ И САМОГО ЦРѢ КЮР(А) ѲОДОРА КОМНИНА ѨХ(Ъ) СЪ ВСѢМИ БОЛѢРЪ ѤГО А ЗЕМѦ ВСѦ ПРѢѦХЪ ѠТЪ ОДРИНА И ДО ДРАЧѢ ГРЬЦКѪ И ЕЩЕ ЖЕ АРБАНАСКѪ И СРЪБСКѪѪ ТЪКМО СѪЩЫМ(Ъ) ГРАДОВОМ(Ъ) ОКР(Ъ)СТЬ Ц(А)РѢГРАД(А) И САМОГО ТОГО ГРАДА ДРЬЖАХѪ ФРѪЗИ НЪ И ТИ ПОД(Ъ) РѪКѪ Ц(А)Р(Ь)СТВА МОЕГО ПОВИНОВАХѪ СѦ ПОНЕЖЕ ИНОГО ЦРѢ НЕ ИМѢХѪ РАЗВѢ МЕНЕ И МЪНОѨ РАДИ Д(Ь)НИ СВОѨ ИСПРОВАЖДАѦЩЕ БѢХѪ Б҃(ОГ)Ѹ ТАКО ПОВЕЛѢВЬШѸ ИБО БЕЗ(Ъ) НЕГО НИ ДѢЛО НИ СЛОВО СЪВРЬШАЕТЬСѦ ТОМѸ СЛАВА ВЪ ВѢКЪІ АМИНЪ.
В лето 6738 (1230)… я, Иван Асень, во Христе боге верный царь и самодержец болгар, сын старого царя Асеня… в двенадцатый год своего царствования разбил греческие войска, а самого царя, господина Феодора Комнина, взял в плен со всеми его болярами. И взял всю его землю от Адрианополя до Драча, греческую, а также албанскую и сербскую. Находившимися около Царьграда городами и самим этим городом владели франки, но и они покорялись деснице моей царственности, поскольку другого царя, кроме меня, не имели и благодаря мне продолжали своё существование…